# Eremurus korovinii
Eremurus korovinii là một loài thực vật có hoa trong họ Thích diệp thụ. Loài này được B.Fedtsch. miêu tả khoa học đầu tiên năm 1935.